# Будз Маркіян Дмитрович
Маркіян Дмитрович Будз (25 серпня 1935 — 12 листопада 2014) — український професор, доктор географічних наук.

## Біографія
Народився в селі Старих Кутах Косівського району Івано-Франківської області. В 1959 році закінчив географічний факультет Чернівецького державного університету імені Ю. Федьковича. З 1959 по 1961 рік розпочав трудову діяльність як начальник гідрографічної партії на Байкалі. З 1961 по 1967 рік — спочатку аспірант, а потім молодший науковий співробітник Інституту земної кори АН СРСР. У 1965 році захистив кандидатську дисертацію з геології в Іркутському інституті на тему «Умови формування селевих потоків».
Викладацьку роботу М. Д. Будз розпочав у 1967 році як доцент кафедри гідрогеології Інституту інженерів водного господарства. В період 1972—1976 рр. працював доцентом кафедри нафтопромисловості в Інституті вуглеводнів в Алжирі. Після повернення з Алжиру з 1976 року по 2002 рік очолював кафедру гідрогеології Інституту інженерів водного господарства (тепер — Національний університет водного господарства та природокористування). Основним науковим напрямком роботи кафедри в цей час є вивчення впливу широкомасштабних меліорацій на поверхневий і підземний стік.
В 1995 році захистив докторську дисертацію за спеціальністю 11.00.01 — фізична географія, геофізика і геохімія ландшафтів на тему «Динаміка водно-фізичних властивостей осушувальних систем». Після цього науковим напрямком роботи кафедри стає «Вивчення умов формування поверхневого і підземного стоку і його якісна і кількісна оцінка в умовах інтенсивного і всестороннього антропогенного навантаження». По даній тематиці щорічно друкуються десятки наукових статей. Другим важливим напрямком наукових досліджень є оцінка інженерно-геологічних умов забудованих територій.

М. Д. Будз є автором понад 120 наукових публікацій з питань геології, гідрології, фізичної географії, країнознавства. Він є автором монографій «Гидрология Юга Восточной Сибири» (1966), «Инженерная геология Прибайкалья» (1968), посібника «Короткий довідник з країнознавства» (2000), підручника «Гідрогеологія» (2005), співавтором у виданні «Атласу Рівненської області» та ін. У 2001 році був одним з ініціаторів відкриття спеціальності «Педагогіка і методика середньої освіти. Географія і біологія» в Міжнародному економіко-гуманітарному університеті імені Степана Дем'янчука
В останні роки життя М. Д. Будз — академік Академії будівництва України, член спеціалізованих вчених рад по захисту дисертацій з географії у Львівському та Чернівецькому національних університетах. Під керівництвом професора Будза М. Д. підготовлено і захищено 4 кандидатські дисертації, був головою Рівненського відділення Українського географічного товариства.